# Bordei

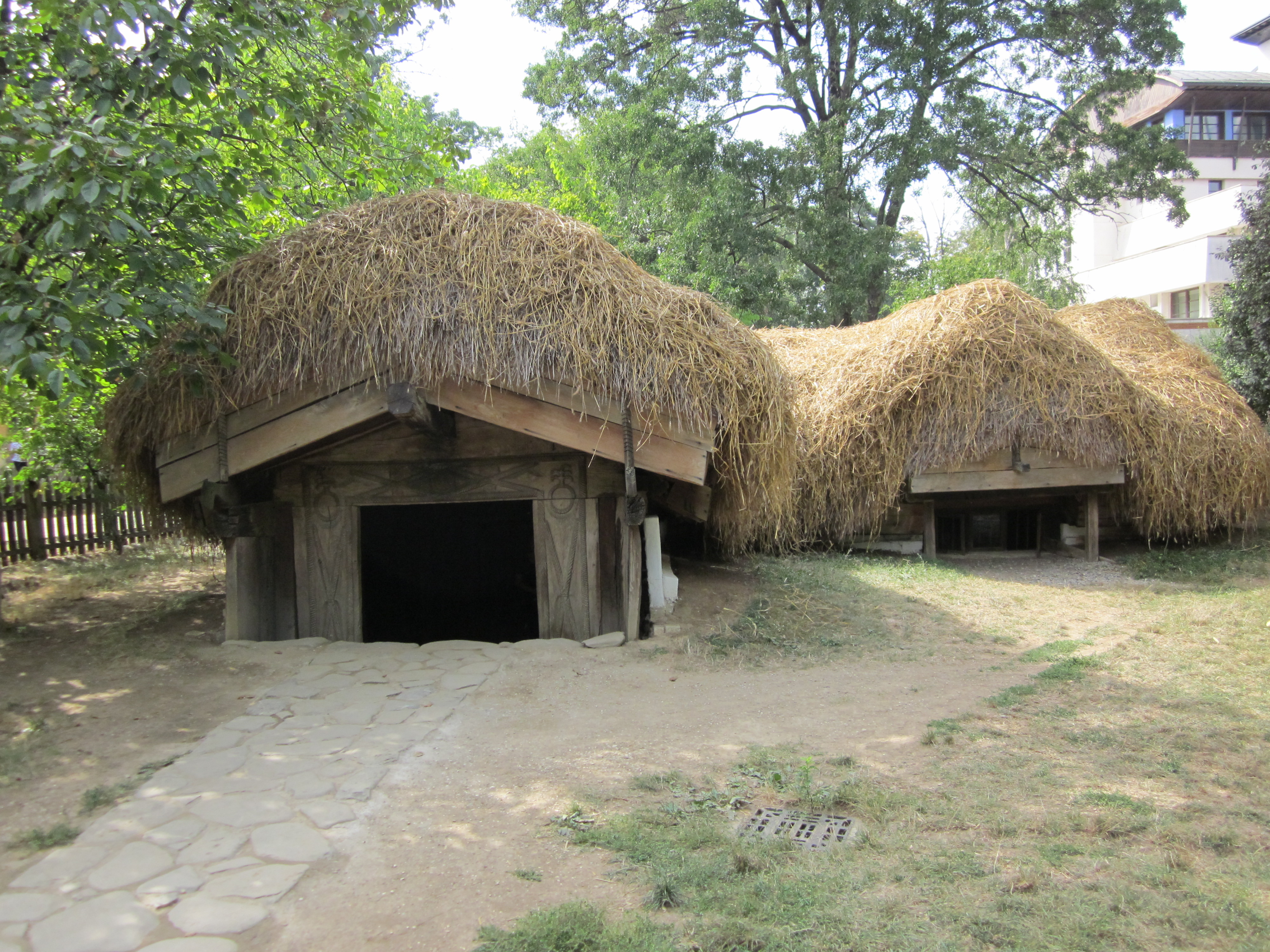
Exteriorul unui bordei la Muzeul satului din București.

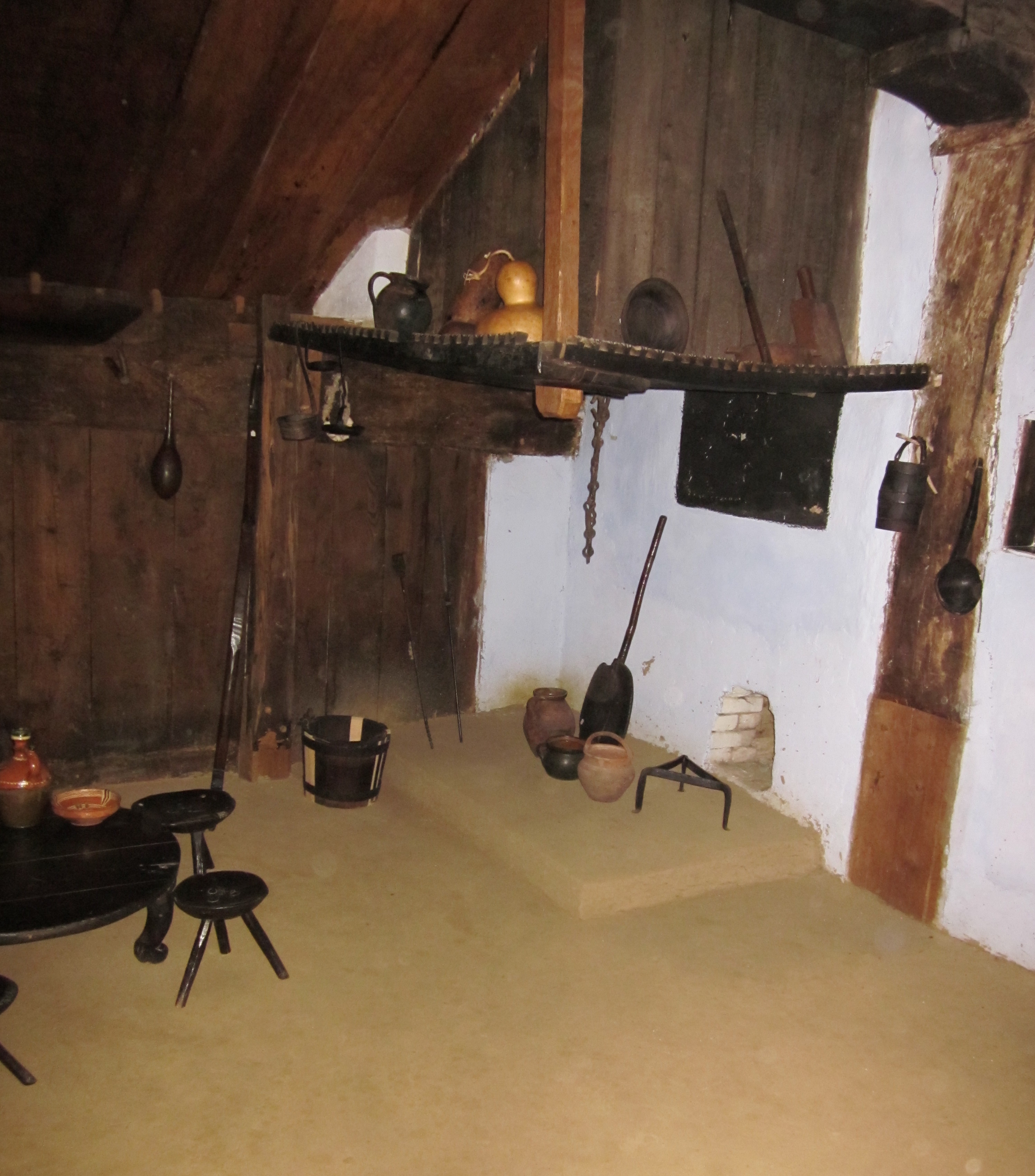
Interiorul aceluiași bordei la Muzeul satului din București.

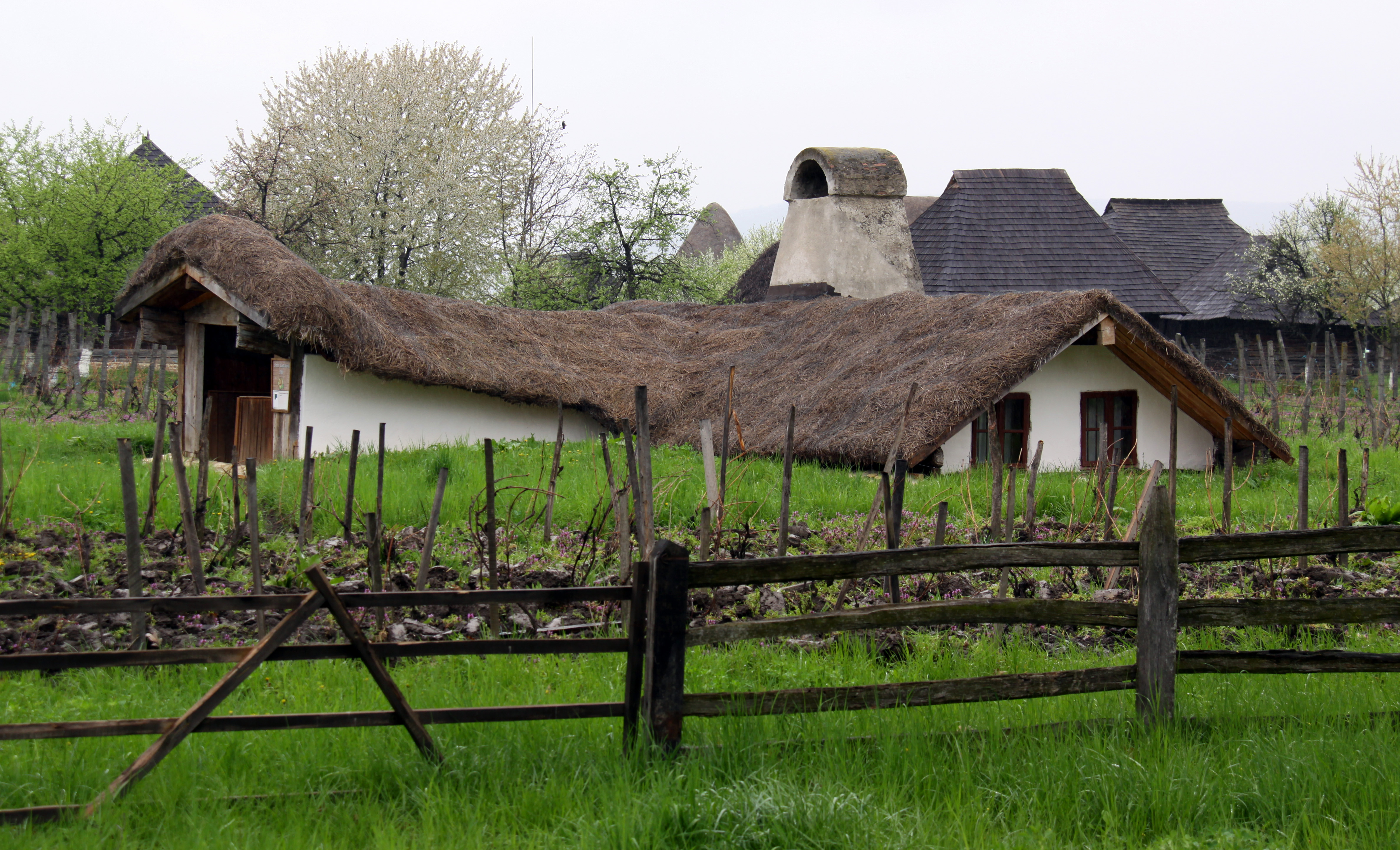
Bordei din Puțuri, Castranova, în Muzeul Viticulturii și Pomiculturii din Golești

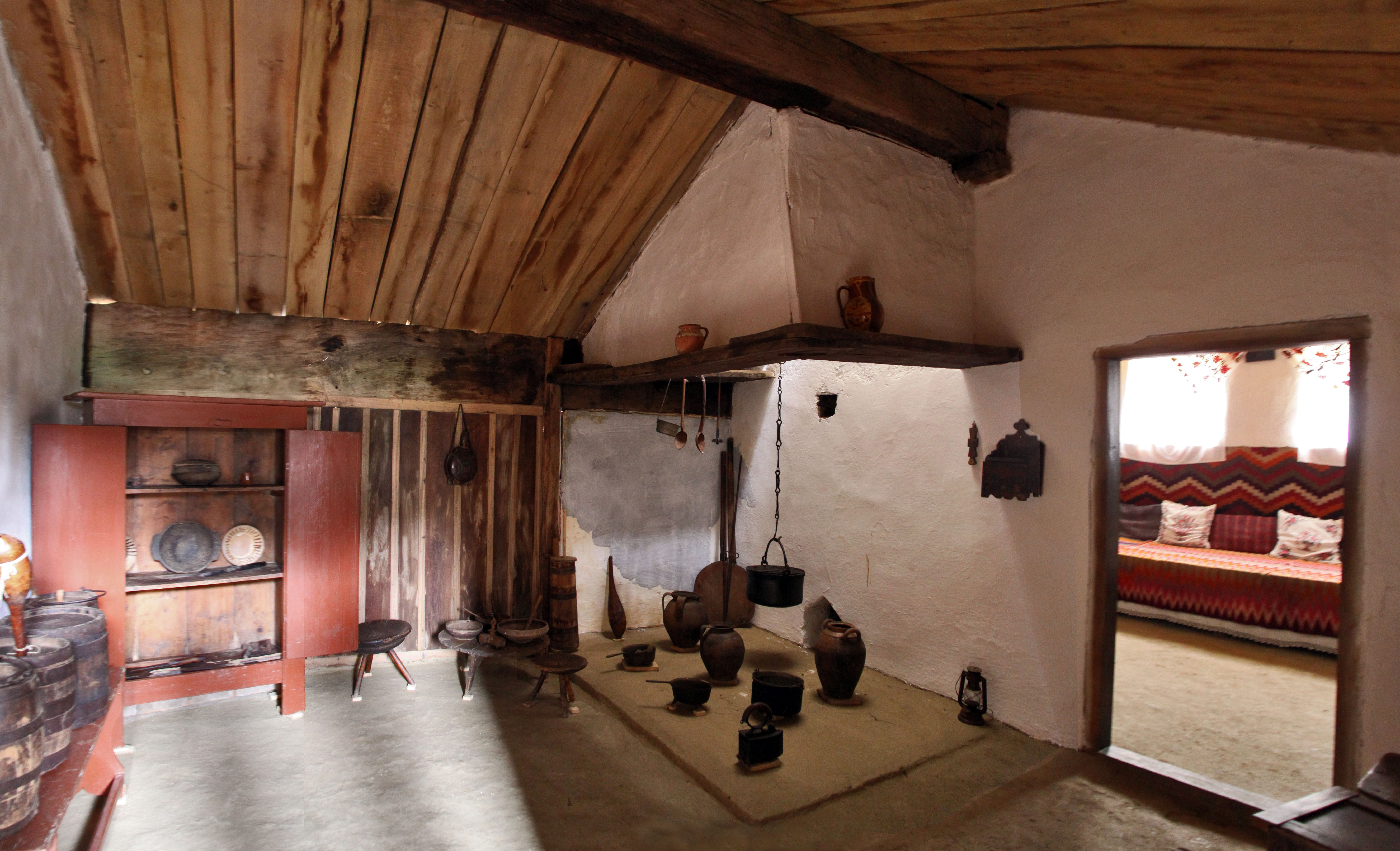
Odaia la foc, bordeiul din Puțuri

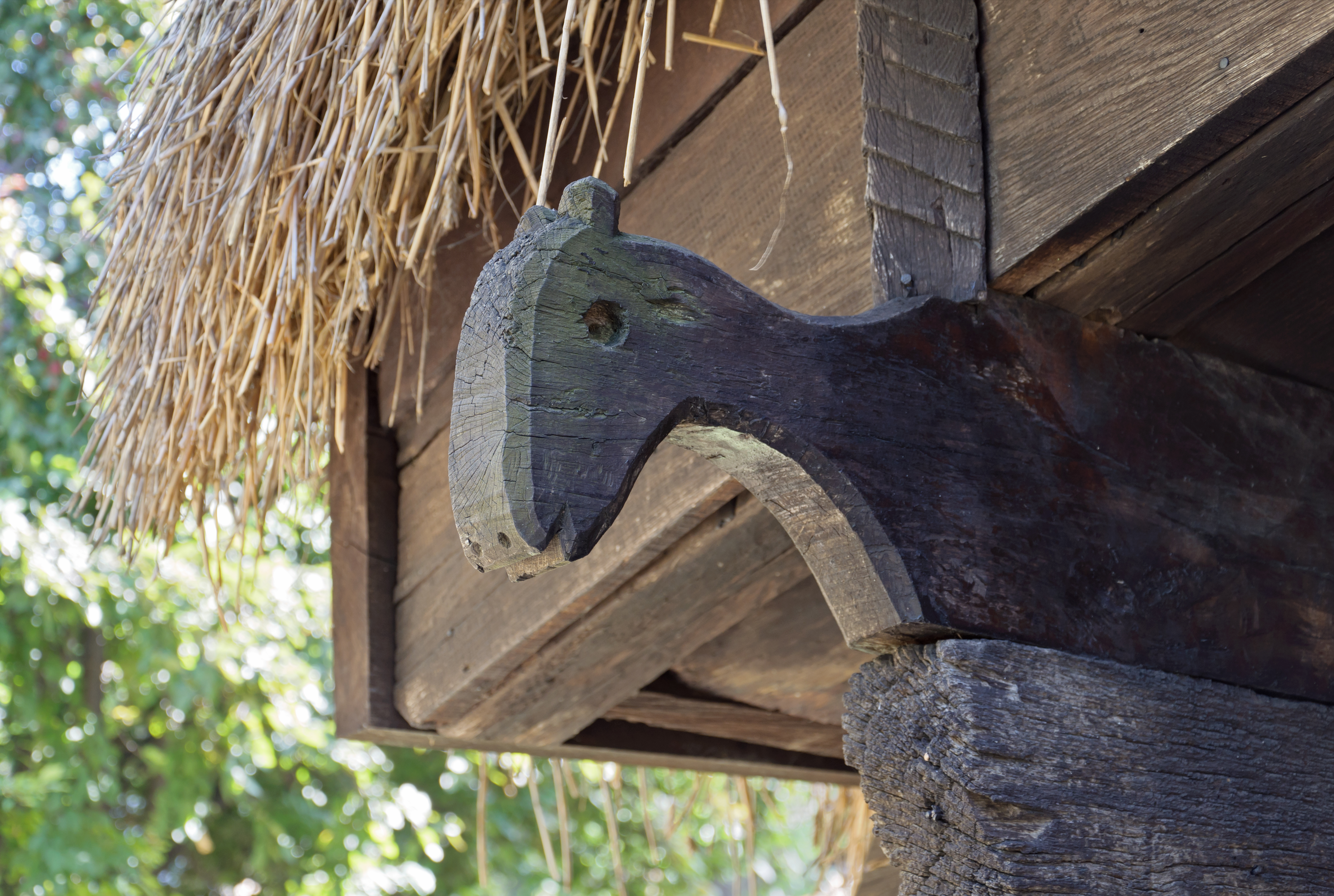
Grindă ("cosorobi"), detaliu. Bordeiul Castranova (sec. XIX), Muzeul Național al Satului „Dimitrie Gusti”, București

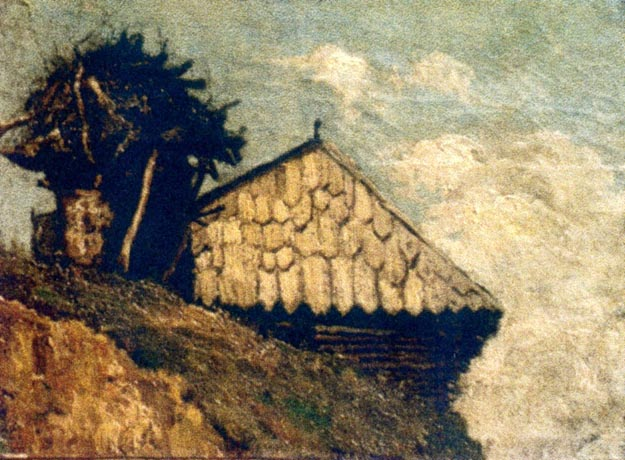
Bordei țărănesc
Pictură de Ion Andreescu (1850–1882)

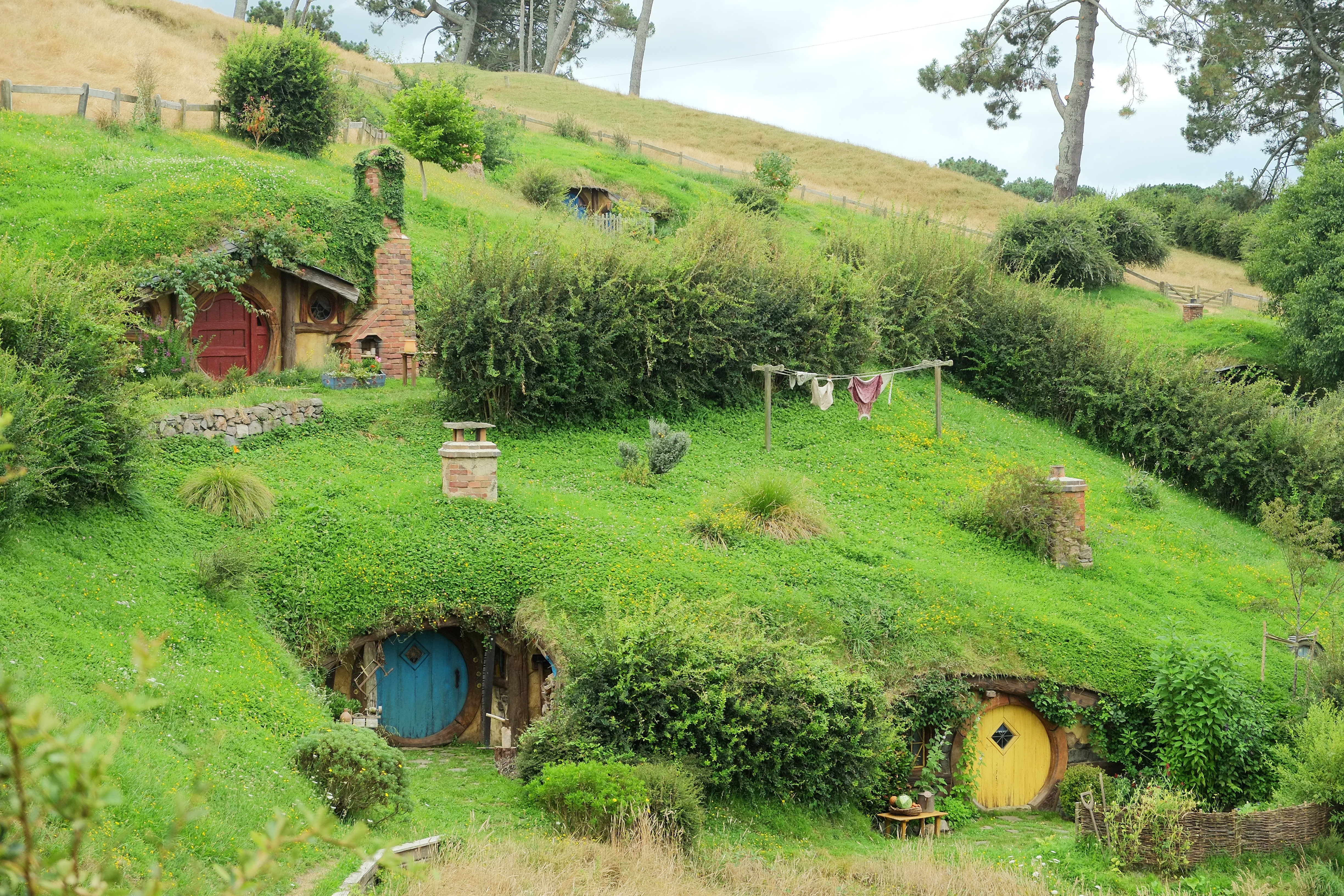
Bordeiele imaginare din decorul cinematografic „Hobbiton” (Noua Zeelandă) creat în 1999.

Bordeie din Schela Cladovei, ilustrate de artistul francez Auguste Raffet, în 9 iulie 1837, una dintre cele mai vechi imagini documentere.

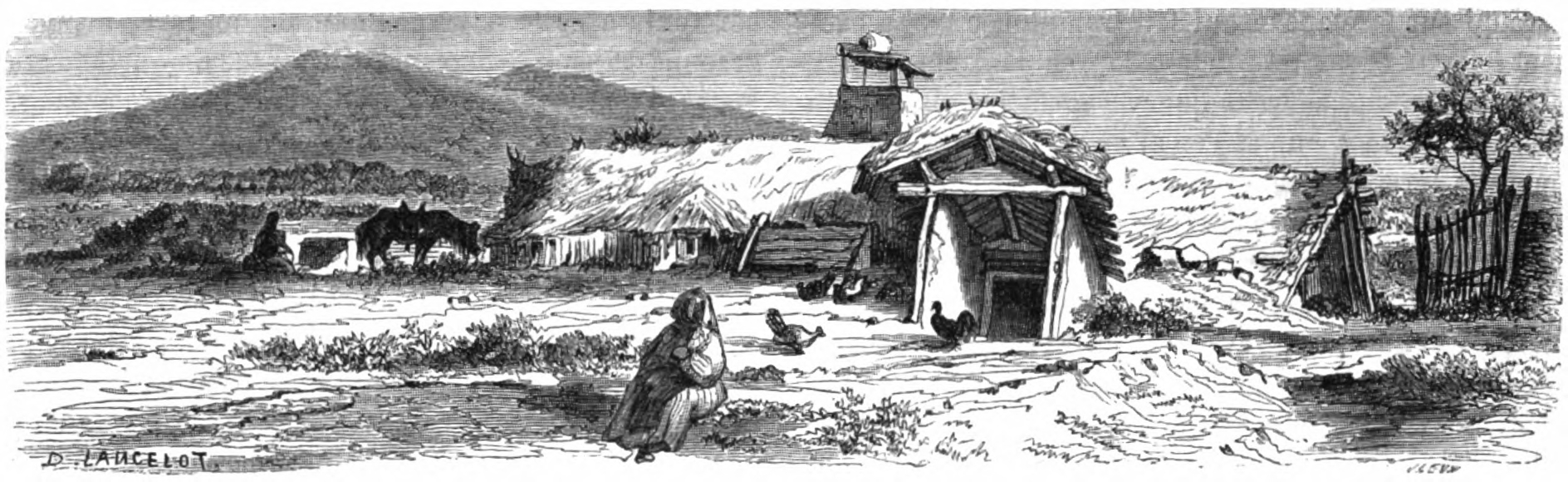
Bordei cu gârlici din câmpia Dunării, ilustrat de artistul francez Dieudonné Auguste Lancelot, în călătoria sa prin Țările Române din 1860.

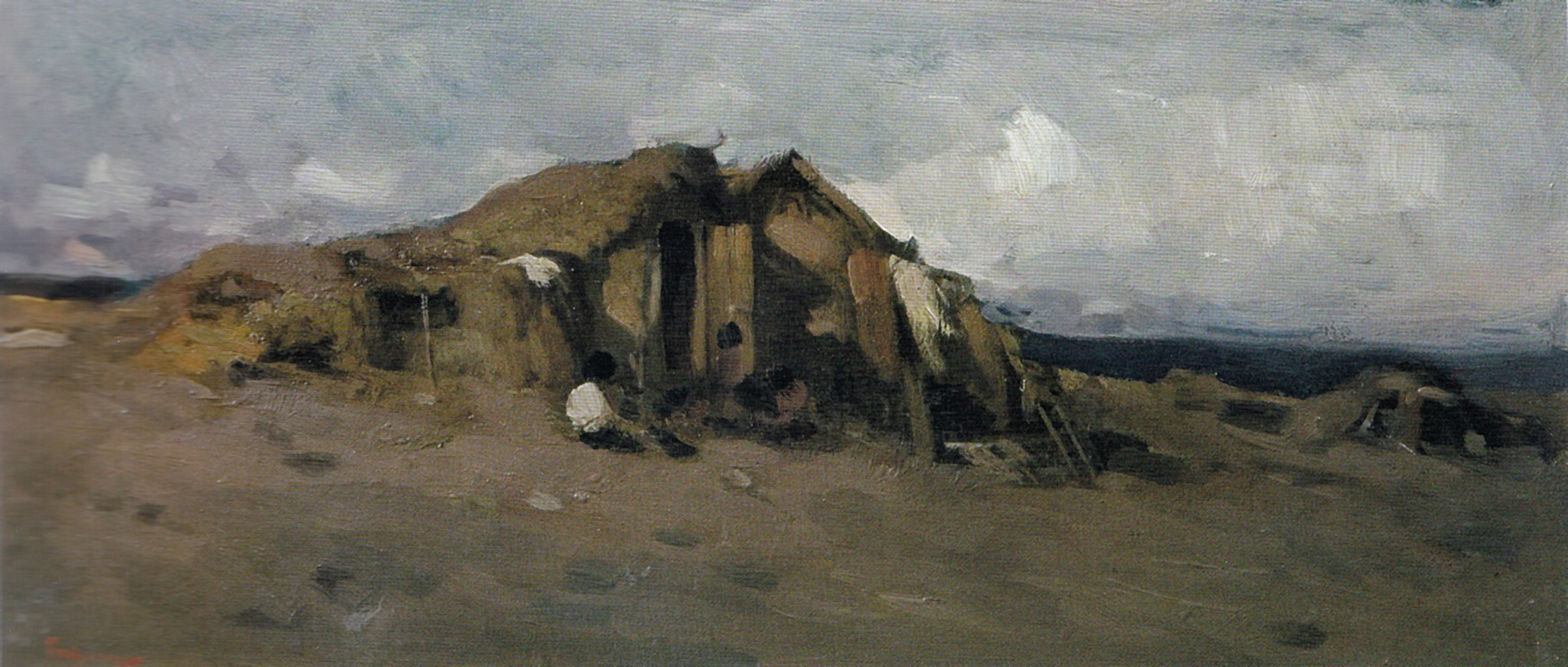
Bordei cu gârlici din câmpia Dunării, pictat de artistul român Nicolae Grigorescu între anii 1870-1875.

Bordeiul este un tip de locuință semiîngropată, cunoscut în România și în țările vecine sub numele împrumutat de la români. Este cea mai veche locuință permanentă cunoscută pe teritoriul României, identificată în situri arheologice din preistorie până în vremurile noastre. A coexistat din vechime până după primul război mondial cu casa de suprafață, dominând în câmpia Dunării. 
Câteva exemple muzeale de bordeie vechi sunt salvate în Muzeul Satului din București, Muzeul Viticulturii și Pomiculturii din Golești precum și în situ, în Muzeul Câmpiei Boianului. Bordeiul a rămas în uz, la începutul mileniului trei, în numai câteva locuri din țară, spre exemplu într-o gospodărie din Giurgiu, într-o comunitate de romi din Ostroveni și probabil încă în câteva locuri.

## Istorie
Bordeiul este documentat arhelogic pe teritoriul României din cele mai vechi timpuri, fiind unul dintre cele mai vechi și caracteristice tipuri de adăposturi umane în această parte a Europei. Folosirea locuinței semiîngropate în părțile noastre a fost reținută de scriitori antici, Ovidiu, Strabon, Vitruviu și a fost surprinsă pe columna lui Traian. 
În descrierile lăsate de călătorii străini, care au parcurs în urmă cu câteva secole teritoriul dintre Dunăre și Carpați, apare în mod firesc bordeiul, ca un accent de inedit dar și de caracteristic al zonei. În vara anului 1597, olandezul Joris van der Does, în drumul său spre Ismail, trece prin câteva sate unde locuitorii trăiau în bordeie. Călugărul jesuit Philip Avril scrie la 1639 despre casele îngropate în pământ pe care le întâlnește în Muntenia. Ignac Stefan Raicevich notează la 1788 în părțile de jos ale Valahiei că: „Satele de la câmp sunt în general foarte proaste și înfățișeză un tablou de desolațiune și miserie. Casele, cari se pot numi mai cu drept vizuini, sunt construite sub pămînt și se chemă bordee. Din depărtare nu se pote vede decât fumul ce ese pe coșuri, iar de aprope numai acoperișul, care este prea puțin înălțat de la pămînt, astfel că erba cresce pe de-asupra. Locuitorii fug de drumurile mari și caută pentru așezarea satelor vre-o vale sau loc înfundat, spre a nu fi vezuțî de trecetorî și spre a se feri de prădări și de încălcări.”
Clima aspră, cu vânturi puternice și mari diferențe de temperatură între vară și iarnă au fost condițiile care au perpetuat exemplare din acest tip de locuință în partea sudică a României, în Oltenia, până în prima jumătate a secolului XX.
Începând cu 1894, „regulamentul pentru construirea locuințelor țărănești” preciza la articolul 22 „desființarea tuturor bordeielor și înlocuirea lor prin case construite după prescripțiunile regulamentului de față” în termen de cinci ani.
Bordeiele însă au rezistat și se pare că legea nu a fost aplicată, așa cum remarca doctorul P Cazacu în 1906.
Citându-l pe Cyprian Robert, James O. Noyes descrie un bordei din Bulgaria, spre sfârșitul secolului al 19-lea: 
…proprietarul ocupă un bordei care îi servește drept beci, hambar, bucătărie și dormitor. Familia doarme pe piei întinse pe pământ în jurul vetrei, care este o gaură circulară săpată în mijlocul încăperii. În afară de acoperiș, puțin din aceste întunecoase sălașe se înalță peste nivelul terenului; cobori în ele pe câteva trepte, iar ușile sunt atât de joase, încât trebuie să te apleci ca să intri. Aceste bordeie amărâte sunt totuși atât de curate și de plăcut aranjate pe cât poate să o facă neobosita baba (nevasta bulgarului), care e atât de vrednică, încât își răsucește fusul chiar și în timp ce gătește sau pe când își duce bunurile la târg.

## Avantaje
Conform STAS 6054/85, în România adâncimea de îngheț este cuprinsă între 0,70 m și 1,10 m sub nivelul terenului. Deoarece sub adâncimea de îngheț a solului, temperatura pământului este relativ constantă, în jur de 8-12°C, se realizează economii substanțiale la energia necesară încălzirii unei asemenea locuințe, pe timp de iarnă, respectiv răcirii acesteia vara

## Descoperiri arheologice
Săpăturile arheologice au dovedit că bordeiul este specific zonelor de câmpie cu posibilități limitate de procurare a combustibilului și a materialelor de construcții. Fiind o locuință îngropată, asigura o izolare termică și eoliană superioară locuințelor de suprafață, implicând în consecință un consum redus de combustibil, astfel că era adecvat zonelor cu posibilități limitate de procurare a unor materiale de construcție (piatră, lemn). Din aceste motive, bordeiul a fost locuința preponderentă în zonele de câmpie.
Adâncimile obișnuite ale gropilor de bordeie analizate de arheologi sunt cuprinse între 0,80 și 1,30 m față de cota solului actual, dar sunt și cazuri unde această adâncime măsoară între 0,40 și 0,80 m …, iar la altele ajunge la 1,37-1,58 …, 1,35-1,68 …, 1,50-1,85 …Cât privește dimensiunile laturilor, constatăm că sunt frecvente cele de 3 până la 5 m; cel mai mic bordei de la Coconi măsoară 3,25 x 2,90 m … cel mai lung are 9,15 x 4 m …, iar cel mai încăpător prezintă laturi de 6,30 x 6 m.
De regulă, suprafața pereților gropii era numai muruită (fățuială de lut cu apă), dar constatăm că adesea fățuiala consta din lut amestecat cu pleavă și paie de grâu. Unele bordeie erau căptușite în groapă cu loazbe și scânduri de lemn (pe toate laturile sau parțial).
Podeaua bordeielor era sumar amenajată cu un strat de lut bine bătut, amestecat în decursul folosirii locuinței cu cenușă; nicăieri nu a fost găsită pardoseală de lemn.
În Rogojeni, Raionul Șoldănești, Republica Moldova arheologii au descoperit un bordei care conținea numeroase fragmente ceramice, fragmente de vase de lut, unelte de muncă din silex, os, multiple oase de animale care erau consumate de locuitorii așezării acum aproximativ 7000 de ani.

## Replici
În localitatea Țaga, județul Cluj, la circa 20 km de Gherla, Muzeul de Istorie din Gherla a început să construiască un muzeu cu replici de locuințe tradiționale din această zonă a țării, începind din neolitic până în secolul al XIX-lea. Printre primele exponate realizate se află un bordei dacic, reconstruit exact la dimensiunile urmelor găsite pe Valea Mileului. Este o locuință aproape scufundată în pământ, din care se vede doar acoperișul în formă de semicerc, făcut din scânduri și stuf. Scările, care coboară aproape un metru până la intrarea în locuință, sunt conturate din lemn, iar spațiile rămase sunt umplute cu pământ. Ușa este masivă, din lemn, cu o clanță, de fapt o bucată de lemn, care angrenează sistemul de închidere, făcut din același material.

## Decoruri cinematografice
În localitatea Matamata din Noua Zeelandă se pot vizita bordeiele imaginare formând satul „Hobbiton” unde au fost turnate scenele cu „comitatul Pământului de Mijloc” din seria de filme „Stăpânul Inelelor”.